# 4161 Amasis
4161 Amasis је астероид главног астероидног појаса чија средња удаљеност од Сунца износи 3,068 астрономских јединица (АЈ).
Апсолутна магнитуда астероида је 13,2.